# Svenska Luffarschackförbundet
Svenska Luffarschackförbundet (SLSF) verkar för att organisera och sprida verksamheten för olika spel med idén fem i rad.

## Stockholm
SLSF grundades 2 februari 1958 i Stockholm med Bertil Bokelius som förbundsordförande.
Förbundet fungerade till en början mest som ett kompisgäng i Stockholm som träffades för att ha kul och spela luffarschack tillsammans. Man spelade med penna på rutat papper och utan tidsbegränsning. Den ene spelaren satte kryss i rutorna, motståndaren ringar. De första penndragen gjordes på Mosebacke varför tankar först fanns om att kalla sig Mosebackiska luffarschacksförbundet.
På 1960-talet köpte man ett segelfartyg som förtöjdes vid Strandvägen i Stockholm. Där genomfördes de flesta tävlingarna i ett seriesystem med 378 tävlande i sex olika divisioner. Från 1961 arrangerades årliga svenska mästerskap. Bertil Bokelius vann den första SM-tävlingen. Han dominerade tävlandet i Stockholm under 1960-talet och vann sammanlagt sju SM-guld, det sista 1972.
SLSF gav från 1962 ut stenciltidningen Rutan.

## Västergötland
Under 1950-, 60- och 70-talen spelade man mycket luffarschack i Västergötland, helt ovetande om det lilla luffarschackförbundet i Stockholm. Duktiga spelare där på 1950-talet var Henry Johansson och Rune Ljungkvist från Skene.
Alf Dahlgren från Berghem anordnade mellan 1974 och 1977 ett antal olika tävlingar. Bland annat besegrade hans västgötalag Halland och Småland i landskapsmatcher. 1976 arrangerade Dahlgren fyra tävlingar, bland annat ett eget SM i luffarschack som han själv vann.

## Dalarna
Sommaren 1973 arrangerades ett så kallat VM i luffarschack i Ludvika med 300 deltagare. Segraren hette Knut Westlund.

## Samgående och internationellt utbyte
Den 2 november 1977 möttes Bertil Bokelius och Alf Dahlgren i TV-programmet Sveriges magasin. Då Dahlgren på detta sätt fick vetskap om Svenska Luffarschacksförbundet gick han med i förbundet och blev själv dess vice ordförande.
Sedan gick allt i rask takt. Senare samma månad arrangerades det första gemensamma SM:et med deltagare från både Stockholm och övriga landet.
Tomas Paulson (som numera heter Hagenfors) blev svensk mästare.
I slutet av året kom Dahlgren i kontakt med dansken Torben Zahle och man kom överens att ordna landskamper mellan Sverige och Danmark. Sådana ordnades också 1978-80. 1979 blev det oavgjort, de båda övriga åren vann Sverige. Genom danskarna fick man i Luffarschacksförbundet kunskap om att det spelades renju i Japan, med stenar på ett bräde och med tidsbegränsning. Kontakt togs med Japan varifrån spelet också spridits till Sovjet.
Från 1979 och framåt har klocka och tidsbegränsning använts vid svenska mästerskapstävlingar.

## 1980-talet
1980 utsågs den siste svenske mästaren med helt fria regler. 1981 lade man till en regel om att samma spelare inte får börja flera partier i en match med identiska spelöppningar. Samma år genomfördes det första Svenska mästerskapet i renju, med  fem deltagare och Tommy Maltell som historisk första mästare.
1982 var ett viktigt märkesår i Svenska Luffarschacksförbundets historia. Bertil Bokelius avgick då som förbundsordförande efter 25 år på posten och efterträddes av Alf Dahlgren.
Medlemstidningen bytte namn till Fem i rad. Fyra japaner gästade Sverige och Swedish Open International Championship of Renju genomfördes för första gången, i Jönköping. 
SM i Luffarschack spelades för första gången på ett renjubräde och med ryska öppningsregler, för att minska fördelen för den som börjar.
Tomas Hagenfors kusin Stefan Jansson vann SM-titlarna i både luffarschack och renju. Jansson var den ledande spelaren under decenniet. 
Han vann SM i luffarschack 1981-84, 88 och 89 samt renju-SM 1982, 83 och 85. 
Tommy Maltell som introducerat renju i Sverige införde 1984 också det amerikanska spelet pente som en gren inom Svenska Luffarschacksförbundet. Johan Tidblad blev den förste svenske mästaren.
1980-talet ut hade man tre svenska mästerskap och tre ratinglistor; en vardera för ryskt luffarschack, renju och pente.
Den 8 augusti 1988 grundades det internationella renjuförbundet och från 1989 har VM i renju arrangerats vartannat år. 
På förbundsstämman i november 1989 nåddes kulmen på den debatt som under flera år ägt rum inom Svenska Luffarschacksförbundet om renju ska vara det ledande spelet eller om de olika tävlingsformerna skulle fortsätta att leva sida vid sida, med samma status. Förespråkarna för Renju vann och det bestämdes att man i fortsättningen enbart skulle ha en ratinglista och SM-titel. Alf Dahlgren lämnade då förbundet och bildade Riksförbundet Luffarschack som arrangerat riksmästerskap i luffarschack (och ett i pente).

## 1990-talet
Från 1990-talet och framåt har SM i luffarschack spelats med renjuregler. 
1993 återinfördes SM i ryskt luffarschack efter 3 år utan SM-status. 
I början av 90-talet var Ingvar Sundling den ledande spelaren.
1991 delades för andra och sista gången ut en världsmästartitel i ryskt luffarschack. VM i ryskt luffarschack kallades då internationellt VM i Gomoku. 

## Från 2000-talet och framåt
Numera skiljer man internationellt och även i Sverige på två seriösa grenar av luffarschack: renju och gomoku och SM i Luffarschack kallas numera SM i gomoku.
VM i Gomoku återupptogs av Renju International Federation vid VM i Tjeckien år 2009 och VM i Gomoku spelades samtidigt med VM i renju också vid VM i Huskvarna 2011 och vid VM i Tallinn 2013. Öppningsregeln vid VM i gomoku har sedan 2009 varit öppningsregeln Swap2.
De ryska regler som nämns ovan användes i SM i Luffarschack till och med 2010 då öppningsregeln ändrades till öppningsregeln Swap2, dels på grund av de stora fördelarna för den som börjar ett parti vid spel med rysk öppningsregel och dels för att internationellt spelas alltid gomoku med öppningsregeln Swap2. 
I renju används också nya öppningsregler. Internationellt testas olika regler vid olika tävlingar. 
I Sverige har antalet aktiva och antalet klubbar minskat något under de sista två decennierna.

## Information om svenska förbundet och om det internationella förbundet
Svenska Luffarschackförbundet verkar för att organisera och sprida verksamheten för olika spel med idén fem i rad: fritt luffarschack, luffarschack med öppningsregeln swap2, renju samt pente.
Varje år anordnas svenska mästerskap i Renju, svenska mästerskap i Gomoku (Luffarschack) med öppningsregeln swap2, svenska mästerskap med blixt-tidsregler i både Renju och Gomoku med 3 minuters betänketid/parti, svenska mästerskap för lag, Svenska Cupen samt svenska mästerskap per korrespondens.
I en maratontabell i en Excel-2003-fil presenteras de 10 bästa i alla SM-tävlingar. Här framgår det tydligt vilka spelare som har varit de ledande under olika perioder.
Regelbundet publiceras nyheter i skriften Fem-i-rad-info som sedan sammanställs i tidskriften Fem-i-Rad.
Man kan på nätet läsa följande årgångar av tidningen Fem-i-rad: 1994-2000, 2008-2009, 2011-2014.
Förbundet har en officiell rankinglista som uppdateras tre gånger/år och en poängliga baserad på årets resultat. Dessutom finns ett system med hederstitlar som sträcker sig från nybörjarnivån 15-kyu upp till 9-dan. Dessa titlar kan erhållas genom tester som förbundet tillhandahåller men för de högsta titlarna krävs att man presterar resultat i tävlingar.
Svenska Luffarschackförbundet är anslutet till Renju International Federation och målsättningen finns att sända deltagare till alla internationella mästerskap som världsmästerskap, europamästerskap, världsmästerskap för lag, världsmästerskap och europamästerskap för juniorer. Renju International Federation anordnar världsmästerskap i både Renju och Gomoku och på denna organisations webbplats finns ännu mer information.